# Dmitri Faizulin
Dmitri Faizulin (en ruso: Дмитрий Эдуардович Файзуллин; Unión Soviética, 18 de febrero de 1991) es un futbolista ruso, jugador de fútbol sala. Juega como portero en el club Dina Moscú, y la selección Rusa de fútbol sala. 

## Biografía
Faizulin jugó en el Norilsk Nikel a partir del año 2007, desde el año 2009 en el primer equipo. En la temporada 2010/11 llegó a ser el primer portero del equipo.
En mayo de 2010 el portero joven recibió una llamada a la Selección Rusa de fútbol sala para participar en los juegos amistosos contra Japón. En el mismo año entró a la Seleccionada rusa en el Campeonato mundial estudiantil. El equipo ganó la plata, y Dmitriy fue nombrado el mejor portero de torneo.

## Clubes
| Club            | País  | Año       |
| --------------- | ----- | --------- |
| Norilsk Nikel 2 | Rusia | 2007-2009 |
| Norilsk Nikel   | Rusia | 2009-2012 |
| Dina Moscú      | Rusia | 2012-     |

## Palmarés
•Campeón de Rusia de fútbol sala (1): 2014